# Riu Petrohué
El Petrohué és un riu a la província de Llanquihue (regió de Los Lagos, Xile). Al seu curs hi ha un sector d'imposants salts d'aigua anomenats Salts del Petrohué, molt visitat pels turistes. El riu Petrohué neix al Llac Todos los Santos i desemboca al mar a l'Estuari del Reloncaví. Durant gran part del seu recorregut corre a través del Parc Nacional Vicente Pérez Rosales. Petrohué és una paraula indígena que significa "lloc de fums", potser pel vapor d'aigua que aixequen el Salts del Petrohué.